# Ginka Zagorcheva
Ginka Zagorcheva, née le 12 avril 1958 à Sofia, est une athlète bulgare, spécialiste du 100 m haies. Elle est surtout connue pour avoir remporté le titre mondial en 1987.
En 2012, elle est la seconde athlète la plus rapide de tous les temps sur 100 m haies avec un chrono de 12 s 25 après sa compatriote Yordanka Donkova (12 s 21) et devant la Russe Ludmila Engquist (12 s 26) et Sally Pearson (12 s 28). Ce record fait l'objet de nombreuses suspicions de dopage.

## Palmarès

### Championnats du monde d'athlétisme
- Championnats du monde d'athlétisme de 1983 à Helsinki ( Finlande)
  -  Médaille de bronze sur 100 m haies
- Championnats du monde d'athlétisme de 1987 à Rome ( Italie)
  -  Médaille d'or sur 100 m haies

### Championnats du monde d'athlétisme en salle
- Championnats du monde d'athlétisme en salle de 1987 à Indianapolis ( États-Unis)
  -  Médaille de bronze sur 60 m haies

### Championnats d'Europe d'athlétisme
- Championnats d'Europe d'athlétisme de 1986 à Stuttgart ( Allemagne de l'Ouest)
  -  Médaille de bronze sur 100 m haies

### Championnats d'Europe d'athlétisme en salle
- Championnats d'Europe d'athlétisme en salle de 1985 à Athènes ( Grèce)
  -  Médaille d'argent sur 60 m haies
- Championnats d'Europe d'athlétisme en salle de 1987 à Liévin ( France)
  -  Médaille de bronze sur 60 m haies